# أرنولد هنتر
أرنولد هنتر (بالإنجليزية: Arnold Hunter)‏ هو حكم كرة قدم بريطاني، ولد في 15 مارس 1979 في مقاطعة فيرماناغ في المملكة المتحدة.